# Polícar
Polícar er en by og kommune i det sydøstlige Spanien i provinsen Granada. Den har et indbyggertal på 266 (2024) indbyggere.